# Epinephelus maculatus
Espèce
Statut de conservation UICN

 LC  : Préoccupation mineure
Le Mérou haute voile (Epinephelus maculatus) est un poisson marin appartenant à la famille des Serranidae.

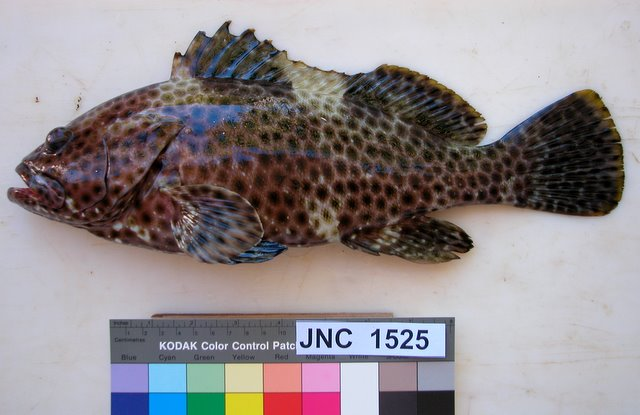
Epinephelus maculatus de Nouvelle-Calédonie, où l'espèce est appelée "loche uitoé"